# Буранов, Айджигит Баймухамедович
Айджигит Баймухамедович Буранов (род. 22 августа 1954, Ош) — киргизский дипломат.

## Биография
Родился 22 августа 1954 года в г. Ош. В 1982 году окончил МГИМО при МИД СССР.
С 1982 по 1984 год работал в посольстве СССР в Индонезии, с 1984 по 1989 год — посольстве СССР в Бангладеш.
С 1989 по 1991 год являлся сотрудником центрального аппарата МИД СССР.
С 1991 по 1993 год являлся работником посольства России в Индии, представителем Кыргызстана в Индии.
В августе 1993 года присвоен ранг чрезвычайного и полномочного посланника 1 класса.
С 1993 по 1997 год являлся временным поверенным в делах Кыргызстана в Индии.
С 1997 по 1999 год являлся послом по особым поручениям МИД Кыргызстана, директором департамента экономической политики МИД Кыргызстана.
С 1999 по 2000 год являлся консулом, исполняющим обязанности генерального консула Кыргызстана в Дубаи (ОАЭ).
С 2000 по 2003 год являлся советником председателя Интеграционного комитета СНГ.
С июня 2003 по июнь 2008 года являлся советником посольства Кыргызстана в Германии, Швеции, Норвегии, Дании и Ватикане с резиденцией в Берлине.
С июня 2008 по август 2012 года являлся советником посольства Кыргызстана в России, Азербайджане, Армении, Грузии и Финляндии с резиденцией в Москве.
С 10 августа 2012 по декабрь 2014 года являлся временным поверенным Кыргызстана в Азербайджане.
Посол Кыргызстана в Азербайджане (31 декабря 2014 — 5 июня 2017). Верительные грамоты вручил 10 февраля 2015 года. Одновременно являлся послом Кыргызстана в Грузии (декабрь 2014 — июнь 2017).
Владеет кыргызским, русским, английским, индонезийским, малайским языками.

## Награды
- Почётная грамота Кыргызской Республики (14 декабря 2009)[5]
- Орден «Манас» (15 октября 2014, за дипломатические заслуги)[6]